# گلفروشی آنلاین
اولین شرکت خدمات ارسال گل در سال ۱۹۱۰ توسط گروهی ۱۵ نفره از گل فروشان آمریکایی تأسیس شد که نام خدمات ارسال گل با تلگراف (FTD) را برگزیدند و در سال ۱۹۶۵ خدماتشان را به سطح بین‌الملل ارتقا دادند و نامش به خدمات ارسال بین‌المللی تغییر یافت و نه تنها در آمریکا بلکه در کشورهای دیگر نیز فعالیت خود را ادامه دادند.
در سال ۱۹۲۰ گروهی از گل فروشان انگلیسی یک مجموعه مشابه را با نام گل تلفنی راه‌اندازی کردند این شرکت نیز به صورت شراکتی فعالیت می‌کرد و از سال ۱۹۵۳ فعالیتش را با نام اینتر فلورا ادامه داد تا در نهایت در سال ۱۹۷۰ شعبه‌های اینترفلورا در بیشتر کشورهای دنیا شروع به کار کرد. Interflora  یکی از قدیمی‌ترین و معتبرترین شبکه‌های بین‌المللی گل‌فروشی آنلاین است که در بیش از 140 کشور جهان فعالیت می‌کند. این برند با شبکه‌ای گسترده از فروشگاه‌های محلی همکاری دارد و امکان ارسال سریع و تازه گل‌ها را به مشتریان فراهم می‌آورد. شبکه گسترده جهانی، طراحی‌های خاص و متنوع و ارائه خدمات سریع و محلی در کشورهای مختلف از ویژگی های متمایز این وبسایت قدیمی می باشد.
در سال‌های پایانی دهه ۱۹۹۰ گل فروشی‌هایی که در ابتدا به صورت تلگرافی فعالیت می‌کردند با پیشرفت اینترنت تبدیل به ارتباط تلفنی شدند.

## تاریخچه گل‌فروشی در ایران
بر اساس کتاب «تهران قدیم» نوشته جعفر شهری، «گل‌فروشی ژرژیک» در چهار راه کنت (لاله زار نو) در اواخر دهه ۱۳۱۰ خورشیدی اولین مغازه گل‌فروشی در تهران بوده‌است. حرفه گل فروشی را برای نخستین بار ارامنه‌ای که از عثمانی به ایران مهاجرت کرده بوند به شهر تهران آورده‌اند.

## خدمات و محصولات
ارسال آنلاین گل تمام خدماتی که از گل‌فروشی‌ها انتظار می‌رود را برآورده می‌کند از جمله تزئین دسته گل، باکس گل، سبد گل، تاج گل ترحیم و تبریک، گل‌های تزئینی، استندهای گل و گلدان و … در بیشتر موارد امکان مشاوره آنلاین قبل از ثبت سفارش وجود دارد. زیرا همان‌طور که می‌دانید گل‌ها معانی مختلفی را با رنگ‌هایشان منتقل می‌کنند بدین منظور مشتری می‌تواند از خدمات مشاوره قبل از خرید خود بهره برد..

## توضیحات
1. ↑  Flowers by Wire
2. ↑  Interflora